# Otto Gülstorff
Otto Gülstorff (* 5. Februar 1878 in Tilsit, Ostpreußen; † 3. Juli 1959 in Berlin) war ein deutscher Filmarchitekt.

## Leben
Der Sohn eines ostpreußischen Möbelfabrikanten besuchte das Tilsiter Realgymnasium und ließ sich nach dem Schulabschluss zum Architekten ausbilden. In diesem Beruf arbeitete er auch anfänglich. 1923 kam Gülstorff zum Film, drei Jahre darauf ließ man ihn erstmals als Chefszenenbildner arbeiten. Während des Stummfilms gestaltete er vor allem die Kulissen der Inszenierungen Bruno Rahns, Martin Bergers und Wilhelm Dieterles.
Beim Tonfilm arbeitete Gülstorff erst ab 1932 regelmäßig. Einige Jahre lang entwarf er vor allem die Bauten für die Produktionen Robert Neppachs. Bis Ende der 1930er Jahre musste sich Gülstorff mit der Gestaltung zweitrangiger Filme begnügen, danach arbeitete er kaum noch für die Branche. Seine interessantesten Dekors realisierte er 1942 als Partner Emil Haslers für den UFA-Jubiläumsfilm Münchhausen, wo er am prächtigen Design der orientalischen, venezianischen und der Mond-Welten beteiligt gewesen war.
Nach einer vereinzelten Arbeit für die DEFA, seinem einzigen Nachkriegsfilm, zog sich Gülstorff 1948 70-jährig ins Privatleben zurück.

## Filmografie
- 1926: Frauen, die den Weg verloren
- 1926: Hölle der Liebe
- 1926: Sünde am Weibe
- 1927: Die Ausgestoßenen
- 1928: Rasputins Liebesabenteuer
- 1928: Durch Nacht zum Licht
- 1928: Gesprengte Fesseln
- 1929: Frühlings Erwachen
- 1929: Heilige oder Dirne
- 1929: Das Schweigen im Walde
- 1930: Verklungene Träume
- 1932: Einmal möcht’ ich keine Sorgen haben
- 1933: Der Traum vom Rhein
- 1933: Glück im Schloß
- 1934: In Sachen Timpe
- 1934: Abenteuer im Südexpreß
- 1934: Der Schrecken vom Heidekrug
- 1934: La Paloma
- 1934: Die Liebe und die erste Eisenbahn
- 1934: Punks kommt aus Amerika
- 1935: Der mutige Seefahrer
- 1935: Hilde Petersen postlagernd
- 1935: Stützen der Gesellschaft
- 1935: Kater Lampe
- 1936: Befehl ist Befehl
- 1936: Stärker als Paragraphen
- 1936: Dahinten auf der Heide
- 1937: Die gläserne Kugel
- 1937: Der Mustergatte
- 1938: Der nackte Spatz
- 1938: Unsere kleine Frau
- 1939: Der singende Tor
- 1939: La casa lontana (italienische Fassung von Der singende Tor)
- 1940: Jungens
- 1941: Annelie
- 1943: Münchhausen
- 1943: Der Majoratsherr
- 1948: 1-2-3 Corona